# Lingua latina per se illustrata
Lingua latina per se illustrata – kurs i zestaw podręczników języka łacińskiego opracowany przez duńskiego nauczyciela języków obcych i lingwistę Hansa Henninga Ørberga, wykorzystujący bezpośrednią metodę nauczania.

## Historia
Ørberg rozpoczął prace nad podręcznikiem przed drugą wojną światową, wzorując się na metodzie opracowanej przez Artura Jensena. Pierwszy tom podręcznika ukazał się w r. 1955 pod tytułem Lingua Latina secundum naturae rationem explicata. Podręcznik ukazał się w ostatecznej wersji w r. 1990 pod tytułem Lingua Latina per se illustrata. Podręcznik został odebrany jako rewolucyjny i zyskał dużą popularność.

## Metoda Ørberga
Główną zasadą metody jest legere, agere neque convertere umquam (czytać, działać, nic nie tłumaczyć). Teksty, opracowane od zupełnych podstaw, skonstruowane są w taki sposób, że ich treść najczęściej nie wymaga objaśnień w ojczystym języku ucznia, a słownictwo tłumaczone jest za pomocą słów już poznanych bądź za pomocą rysunków. Wszelkie uwagi towarzyszą tekstowi i są zawarte na marginesie na wysokości danego zagadnienia w tekście. Sposób ten ma skłonić ucznia do oduczenia się postrzegania łaciny przez pryzmat ojczystego języka bądź jakiegokolwiek innego. Ørberg odchodzi również od stosowania uświęconych tradycją tabelek z odmianami, zamieszczając paradygmaty tylko na końcu podręcznika, bez ujęcia tabelarycznego. Zamieszczony w podręczniku słownik jest listą wyrazów z precyzyjnymi danymi pozwalającymi na szybkie dotarcie do miejsca, w którym dane słowo zostało użyte i objaśnione.

## Zastosowanie i użytkowanie kursu
Metodą Ørberga posługuje się Accademia Vivarium Novum, działająca w Rzymie i założona przez włoskiego filologa klasycznego Luigiego Miraglię. W Polsce podręcznik stosowany jest na pierwszym roku filologii klasycznej Uniwersytetu Adama Mickiewicza w Poznaniu, a także w kilku liceach ogólnokształcących.

## Części składowe kursu
- Pars I: Familia Romana
- Pars II: Roma Aeterna
- Indices
- Colloquia Personarum
- Exercitia Latina I et II
- Grammatica Latina
- Plautus: Amphitryo
- Caesar: De Bello Gallico
- Petronius: Cena Trimalchionis